# Exochochromis anagenys
Exochochromis anagenys es una especie de peces de la familia Cichlidae en el orden de los Perciformes. Es la única especie del género.

## Morfología
Los machos pueden llegar alcanzar los 20 cm de longitud total.

## Alimentación
Come peces hueso.

## Hábitat
Es una especie de clima tropical entre 23 y 27 °C de temperatura.

## Distribución geográfica
Se encuentran en África: es una especie  endémica del lago Malawi.